# Абайский район (Карагандинская область)
Аба́йский райо́н (каз. Абай ауданы) — административная единица в Карагандинской области.
Территория района составляет 6,5 тыс. кв. км. Расстояние до областного центра — 30 км. Районный центр — город Абай.
По территории района проходят крупные реки: Шерубай-Нура и Нура. Имеется два крупных водохранилища: Жартасское и Шерубайнуринское (Топарское водохранилище), где расположено порядка 19 частных зон отдыха. Общая площадь водоёмов — 7237 га.
На территории Абайского района обитают следующие виды животных: волк, косуля, лисица, корсак, хорь, заяц, серая куропатка; редкие и исчезающие виды: архар, стрепет, лебедь кликун, кудрявый пеликан.

## Физико-географическая характеристика
Территория района находится в центральной части Казахского мелкосопочника. Рельеф равнинно-мелкосопочный. Сопки — Акшокы (588 м), Коянды (725 м) и другие. Разведаны запасы полезных ископаемых: каменного угля, барита, известняка и других строительных, материалов. Климат континентальный: зима холодная, малоснежная, средняя температура января −15—16 °С; лето жаркое засушливое, средняя температура июля 20 °С. Годовое количество атмосферных осадков 250—350 мм. Реки: Нура, Шерубайнура с притоками Есен, Сокыр. Озёра: Сасыкколь, Сопаксор, Сарыбулак, Шубарколь, Шерубайнура, Ынтымак и другие.
Территория Абайского района находится в пределах степной зоны. Почвы преимущественно каштановые, частично солонцеватые. Произрастают ковыль, овсяница, полынь; в долинах рек и межсопочных пространствах — розовый ковыль; на возвышенных участках — карагана, таволга и другие. Водятся волк, лисица, корсак, сурок, хомяк, ондатра; в водоёмах — лапа, линь, карась, рокшерка, вязь, окунь, щука и другие рыбы. Крупные населённые пункты — посёлки Топар, Южный, Карабас.
Абайский район является сейсмоспокойным, однако 21 июня 2014 года в 12 часов 32 минуты 04 секунды по местному времени район стал эпицентром землетрясения магнитудой 5,8 баллов на глубине 40 км. Сила толчков на поверхности достигала 4 баллов.

## История
Образован 21 марта 1973 года под названием Мичуринский район с административным центром в посёлке Топар. В 1997 году район был переименован в Абайский, административный центр перенесён в город Абай.
Во избежание путаницы с другими одноимёнными районами общественниками предлагается вернуть историческое название — Шерубай-нуринский район.

## Население
В 2022 году численность населения составляла 60 031 человека.
Национальный состав (на начало 2022 года):
- русские — 23 587 чел. (40,20 %)
- казахи — 23 511 чел. (40,11 %)
- украинцы — 3168 чел. (5,40 %)
- татары — 2155 чел. (3,67 %)
- немцы — 1981 чел. (3,38 %)
- белорусы — 1047 чел. (1,78 %)
- башкиры — 471 чел. (0,80 %)
- чеченцы — 424 чел. (0,72 %)
- азербайджанцы — 442 чел. (0,75 %)
- корейцы — 293 чел. (0,50 %)
- поляки — 199 чел. (0,34 %)
- чуваши — 121 чел. (0,21 %)
- литовцы — 159 чел. (0,27 %)
- молдаване — 157 чел. (0,27 %)
- узбеки — 228 чел. (0,39 %)
- мордва — 100 чел. (0,17 %)
- греки — 23 чел. (0,40 %)
- другие — 923 чел. (1,57 %)
- Всего — 60 031 чел. (100,00 %)

В 2009 году численность населения района составляла 53 214 человек.

## Административно-территориальное деление
Административно-территориальное деление района:
| Сельский округ/город                 | Население, чел. (2009) | Населённые пункты                                                         |
| ------------------------------------ | ---------------------- | ------------------------------------------------------------------------- |
| Абайская городская администрация     | 25 550                 | город Абай                                                                |
| Акбастауский сельский округ          | 579                    | село Акбастау                                                             |
| Дзержинский сельский округ           | 1246                   | село Койбас, село Коянды, село Сарепта                                    |
| Есенгельдинский сельский округ       | 1025                   | село Есенгельды, село Пахотное                                            |
| Ильичёвский сельский округ           | 1264                   | село Жон, село Тасзаемка, село Юбилейное                                  |
| Коксунский сельский округ            | 1899                   | село Жартас, село Зелёные Ключи, село Коксун, село Северное, село Южное   |
| Карабасская поселковая администрация | 2484                   | посёлок Карабас                                                           |
| Карагандинский сельский округ        | 1736                   | село Восход, село Жартас, село Каракога, село Поливное                    |
| Кулайгырский сельский округ          | 1668                   | село Жаманжол, село Кулайгыр, село Ялта                                   |
| Курминский сельский округ            | 1507                   | село Жумабек, село Курминское, село Спасск                                |
| Мичуринский сельский округ           | 1334                   | село Агрогородок, село Садовое, село Ягодное                              |
| Самарский сельский округ             | 1205                   | село Бородиновка, село Изумрудное, село Огороды, село Пруды, село Самарка |
| Топарская поселковая администрация   | 9314                   | посёлок Топар                                                             |
| Южная поселковая администрация       | 2404                   | посёлок Южный                                                             |

## Экономика
В 1863—1917 годах на территории, переданной позднее Абайскому району, действовало одно из первых промышленных предприятий Центрального Казахстана — Спасский медеплавильный завод.
Промышленные предприятия района: угольная шахта «Абайская», Карагандинская ГРЭС-2, Интумакская ГЭС, ЦОФ «Восточная», завод железобетонных изделий, комбинат строительных материалов и конструкций, швейная фабрика, хлебозавод и другие. Сельскохозяйственные предприятия производят мясо, молоко, яйца, картофель, овощи. По территории района проходят железная дорога Караганда — Шу, автомобильные дороги Астана — Караганда — Алма-Ата, Караганда — Атасу — Жезказган.

## Акимы
1. Зейнешев, Тлеубек Ережепович (1996 — ?) (Мичуринский район)
2. Кремляков, Анатолий Михайлович (май-август 1997)
3. Иванов, Виктор Николаевич (1997 — ?)
4. Абдыханов, Аманбек Тусупханович (февраль 2000 — май 2004) Аргын Қаракесек Керней
5. Алтынбеков, Турар Ахметович (с июня 2004 — авг. 2010)
6. Нашаров, Еркебулан Ертихалович (с авг. 2010 — 28 апр. 2013 г.)
7. Елжасов, Алтай Аралбаевич (июнь 2013 — июль 2014)
8. Шайдаров, Серик Жаманкулович (08.2014-12.2017) Аргын Куандык Мойын-Караша
9. Асанов, Бауржан Конирбаевич (с 25 декабря 2017[9][10])

## Достопримечательности
В районе расположен Спасский мемориал памяти жертв политических репрессий, действует литературно-мемориальный музей Абая Кунанбаева.